# 黃河清 (1937年)
黃河清（1937年7月27日—1991年12月24日），高雄縣林園鄉人，中華民國（台灣）政治人物。曾任高雄縣林園鄉鄉民代表、第八、九屆高雄縣議員，後代表中國國民黨在台灣省第五選區（高高屏澎）當選為第一屆第三、四、五次增額立法委員，復於台灣省第十二選區（高雄縣）連任為第一屆第六次增額立法委員。
1988年6月23日，立委黃河清因行政院副院長連戰未赴立法院法制委員會報告並備詢而批評他：「主席溫錦蘭和提案人紀政都是女性，連戰是大男人主義者，連自己的老婆都敢打，怎麼請得動他來？」
1989年，高雄縣立法委員黃河清表態支持制定《精神衛生法》，並反對龍發堂合法化，釋開豐因而率領病患組成樂隊前往其服務處吹奏「西索米」等出殯樂曲；數週後，黃河清突然過世，釋開豐隨後公開表示其死亡是因「連神明都看不過去」。同時，另一支持制定《精神衛生法》的立法委員洪奇昌也曾被百餘名患者家屬包圍其服務處抗議。

## 家族
- 黃河清之父黃占岸，曾任林園鄉副鄉長、三民主義青年團分團書記、國民黨縣黨部副書記長，多屆高雄縣議員、副議長，臺灣省議員。[7]